# Derib
Derib, pseudonimo di Claude de Ribapierre (Vevey, 8 agosto 1944), è un fumettista svizzero.

## Biografia
Appassionato di fumetti fin dall'adolescenza, iniziò la sua carriera in un'azienda pubblicitaria e, nel 1965, entrò a far parte dello studio di Peyo, inventore dei Puffi.
Trasferitosi in Belgio, collaborò col settimanale Spirou, creando nel 1966 il personaggio di Arnaud de Casteloup, su testi di Jadoul.
All'inizio degli settanta rientrò in Svizzera, dando vita nel 1972 al suo personaggio più noto, Buddy Longway, pubblicato sulla rivista Tintin. Ambientato nel mondo di confine statunitense, il fumetto continuerà ad esistere fino al 1988, quando Derib si dedicherà alla creazione di American Buffalo.
Tra 1982 e il 2022 collaborò con le case editrici di Pif Gadget: Editions Vailant, Pif Editions, Société Nouvelle du journal L'Humanité e  Les Éditions Vaillant.